# Anolis boettgeri
Espèce
Synonymes
- Dactyloa boettgeri (Boulenger, 1911)
- Anolis albimaculatus Henle & Ehrl, 1911

Anolis boettgeri est une espèce de sauriens de la famille des Dactyloidae. 

## Répartition
Cette espèce est endémique de la région de Pasco au Pérou.

## Étymologie
Cette espèce est nommée en l'honneur d'Oskar Boettger.

## Publication originale
- Boulenger, 1911 : Descriptions of new reptiles from the Andes of South America, preserved in the British Museum. Annals and Magazine of Natural History, ser. 8, vol. 7, no 37, p. 19-25 (texte intégral).